# Mursal Nabizada
Mursal Nabizada (ur. w 1993 w prowincji Nangarhar, zm. 15 stycznia 2023 w Kabulu) – afgańska prawniczka, deputowana do parlamentu.

## Życiorys
Pochodziła z prowincji Nangarhar. W 2018 została wybrana deputowaną do Zgromadzenia Narodowego, mandat piastując do przejęcia władzy przez talibów w Afganistanie, w 2021 roku. Jako deputowana zasiadała w parlamentarnej komisji obrony. Nabizada była jedną z nielicznych kobiet-deputowanych, które pozostały w Kabulu po przejęciu władzy przez talibów w sierpniu 2021 roku.
W styczniu 2023 roku została zastrzelona w swoim domu w Kabulu. Razem z nią zginął jej ochroniarz, a jej brat i drugi ochroniarz zostali ranni. Mursal Nabizada w momencie śmierci była pierwszą osobą sprawującą wysoką funkcję państwową zabitą po przejęciu władzy przez talibów.